# غابات الأثل
غابات الأثل غابات عراقية تقع في البرجسية وسط مركز قضاء الزبير في محافظة البصرة جنوب العراق.

## نبذة
سميت الغابات نسبة إلى شجرة الأثل التي تمتاز بقلة إحتياجها للماء، كانت من المناطق الجميلة في مدينة البصرة، وخاصةً في فصلي الشتاء والربيع، وكانت تُقام فيها الحفلات الغنائية والموسيقية، وتعتبر متنفساً لأهالي المدينة ومقصداً للرحلات المدرسية والجامعية .
تُعاني من الإهمال والقطع الجائر للاشجار، وهي بحاجة إلى الإكثار من زراعة شجرة الأثل، لكي تأخذ دورها كوجهة سياحية متميزة للسفرات الترفيهية والمدرسية وغيرها .